# 태릉선수촌 (드라마)
《태릉선수촌》은 2005년 10월 29일부터 2005년 11월 19일까지 MBC TV에서 방영한 베스트극장이다. 한동안 방영되지 않았던 베스트극장이 이 드라마를 기점으로 다시 시작되었다.

## 등장 인물

### 주요 인물
- 이민기 : 홍민기(26세) 역 (아역 이풍운) - 유도선수
- 최정윤 : 방수아(26세) 역 (아역 홍수림) - 양궁선수
- 김별 : 정마루(17세) 역 (아역 김소연) - 체조선수
- 이선균 : 이동경(27세) 역 (아역 이승현) - 수영선수

### 그 외 인물
- 백일섭 : 유도 감독 역
- 이혁재 : 유도 코치 역
- 정현숙
- 최재환
- 이종수
- 김지혜
- 서정주
- 김선은
- 박성균
- 윤단열
- 강민서
- 단강호
- 김호원
- 박진아
- 원지훈
- 이슬
- 민정현
- 김애리
- 최민서
- Brad Bergling

### 특별출연
- 심권호 : 본인 역

### 목소리 출연
- 한명재 (MBC 스포츠플러스)
- 정우영 (SBS 스포츠)
- 임수환 (MBC 스포츠플러스)

## 운동 종목 협조

### 자문
- 유도 : 안병근, 이원희, 강형원
- 체조 : 유영돈, 이석희
- 양궁 : 인정애, 이경숙
- 수영 : 이창하

### 대역
- 양궁 : 조경미, 이혜영
- 수영 : 김대일
- 체조 : 한은비, 박성희

## 참고 사항
- 2005년 4월 8일 《달콤한 악녀가 나에게 왔다》를 끝으로 MBC 베스트극장이 약 7개월간 종료되었다가 이후 2005년 10월 29일에 이 드라마로 다시 시작하게 된다.